# Armand Mieg

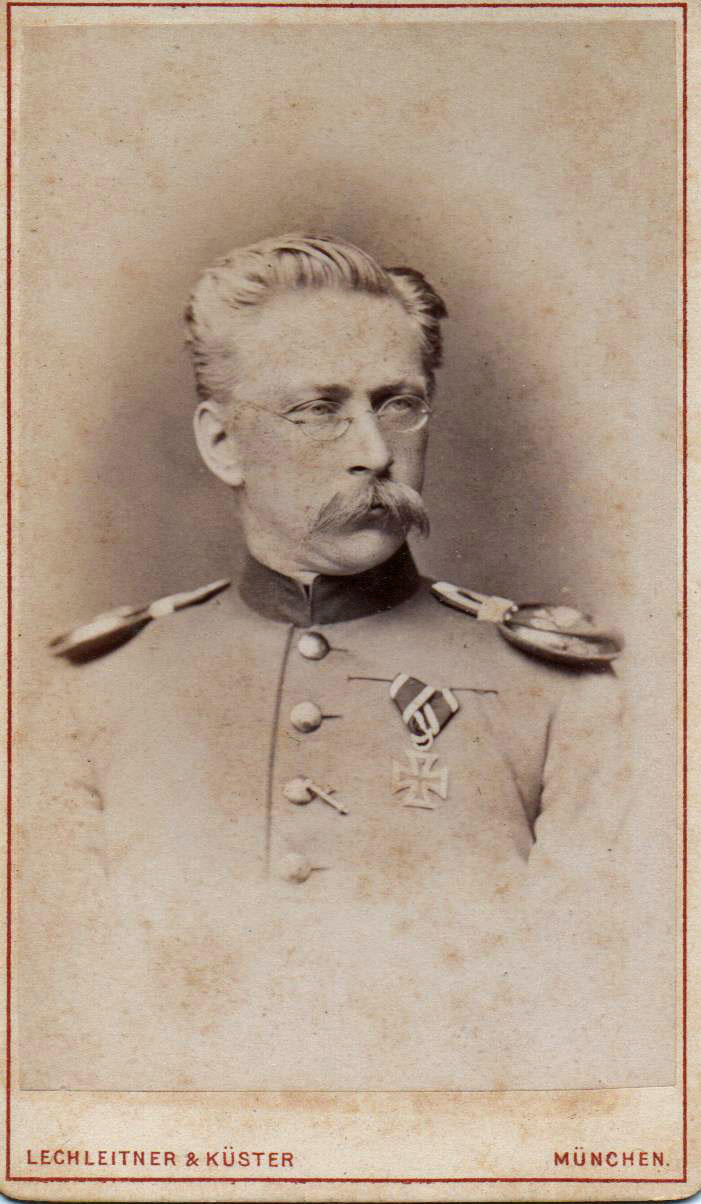
Armand Mieg

Armand Mieg (teilweise auch Armand von Mieg; * 20. Dezember 1834 in Ulm; † 11. März 1917 in Ahrweiler) war ein bayerischer Offizier und Waffenkonstrukteur.

## Leben

### Familie
Mieg war der Sohn eines württembergischen Oberleutnants und stammte aus einer weitverzweigten, ursprünglich aus Straßburg stammenden Familie Mieg. Sein Urgroßvater war der Abt und Generalsuperintendent von Maulbronn Johann Christoph Ludwig Mieg, seine Mutter Auguste, geb. von Baldinger, stammt aus dem Ulmer Patriziergeschlecht der Baldinger. Er heiratete 1869 Luise Wernz (Tochter von Johann Wernz), mit der er fünf Kinder hatte. Seine Tochter Helene heiratete den Pasinger Kunstmaler Karl Orth.

### Militärkarriere
Mieg trat, nachdem er ein Humanistisches Gymnasium absolviert hatte, 1853 als Freiwilliger in das 15. Infanterie-Regiment „König Friedrich August von Sachsen“ der Bayerischen Armee in Neuburg an der Donau ein. 1858 wurde er Offiziers-Aspirant und mit der Ernennung zum Sekondeleutnant im Jahr darauf in das 7. Infanterie-Regiment „Prinz Leopold“ versetzt. Hier diente Mieg ab 1863 als Bataillonsadjutant und nahm 1866 am Krieg gegen Preußen teil. Im selben Jahr wurde er auch zum Oberleutnant befördert. Als solcher besuchte Mieg ab 1868 die Kriegsakademie. Seine Ausbildung wurde jedoch durch den Ausbruch des Deutsch-Französischen Krieges unterbrochen. Während der Kampfhandlungen nahm Mieg an der Belagerung von Paris teil. Nach Kriegsende setzte er seine Ausbildung an der Kriegsakademie fort und schloss sie mit der Belobigung „Hervorragende Leistung“ ab. 1872 wurde Mieg zum Hauptmann befördert und als Kompaniechef im 14. Infanterie-Regiment „Hartmann“ verwendet. Im Jahr darauf erfolgte seine Versetzung an die Militärschießschule Augsburg und 1878 seine Beförderung zum Major. Zwischen 1872 und 1879 war er auch zeitweise an der Infanterieschießschule in Spandau tätig. 1879 wurde Mieg als Stabsoffizier in das 7. Infanterie-Regiment „Prinz Leopold“ versetzt. Zuletzt war er hier als Bataillonskommandeur tätig, wurde 1880 zur Disposition gestellt und 1894 schließlich verabschiedet.
Seine Theorien über die Verwendung der Infanteriegewehre, über Mantelgeschosse, über Wolfram als Geschossmaterial, über Gewehrverschlüsse und über kleinkalibrige Gewehre hatten seinerzeit in fast allen Armeen zu einer Neuorientierung geführt. Sein Anteil an der Konstruktion des deutschen Infanteriegewehrs 1888, insbesondere des Laufmantels, trug ihm 1889 eine Gratifikation des Preußischen Kriegsministeriums ein.
Spätestens 1894 übersiedelte er nach Heidelberg. Mieg wurde bei einem Jagdausflug am 10. März 1917 von einem Jagdkameraden versehentlich angeschossen und erlag am darauffolgenden Tag seinen schweren Verletzungen.

## Werke
- Die Verwendung des Infanteriegewehrs M/71 nebst einer Anleitung zum Distanzschätzen. Berlin (1877)
- Theoretische äußere Ballistik nebst Anleitung zur praktischen Ermittelung der Flugbahnelemente. Berlin (1884)